# Kromlek
Kromlek ist eine im März 2004 gegründete Pagan-Metal-Band aus Schweinfurt.

## Geschichte
Da im März 2004 zu der Black-Metal-Band "Puritan Disbelief" von Draugh, Rico, Galt (schwed. Keiler) und Mr. Alphavarg der neue Leadgitarrist Nhévann und der Keyboarder Hrísdólgr (altnord. Unhold aus dem Unterholz) dazukamen beschlossen die Musiker, die Band aufzulösen und sie als Kromlek neu zu gründen.

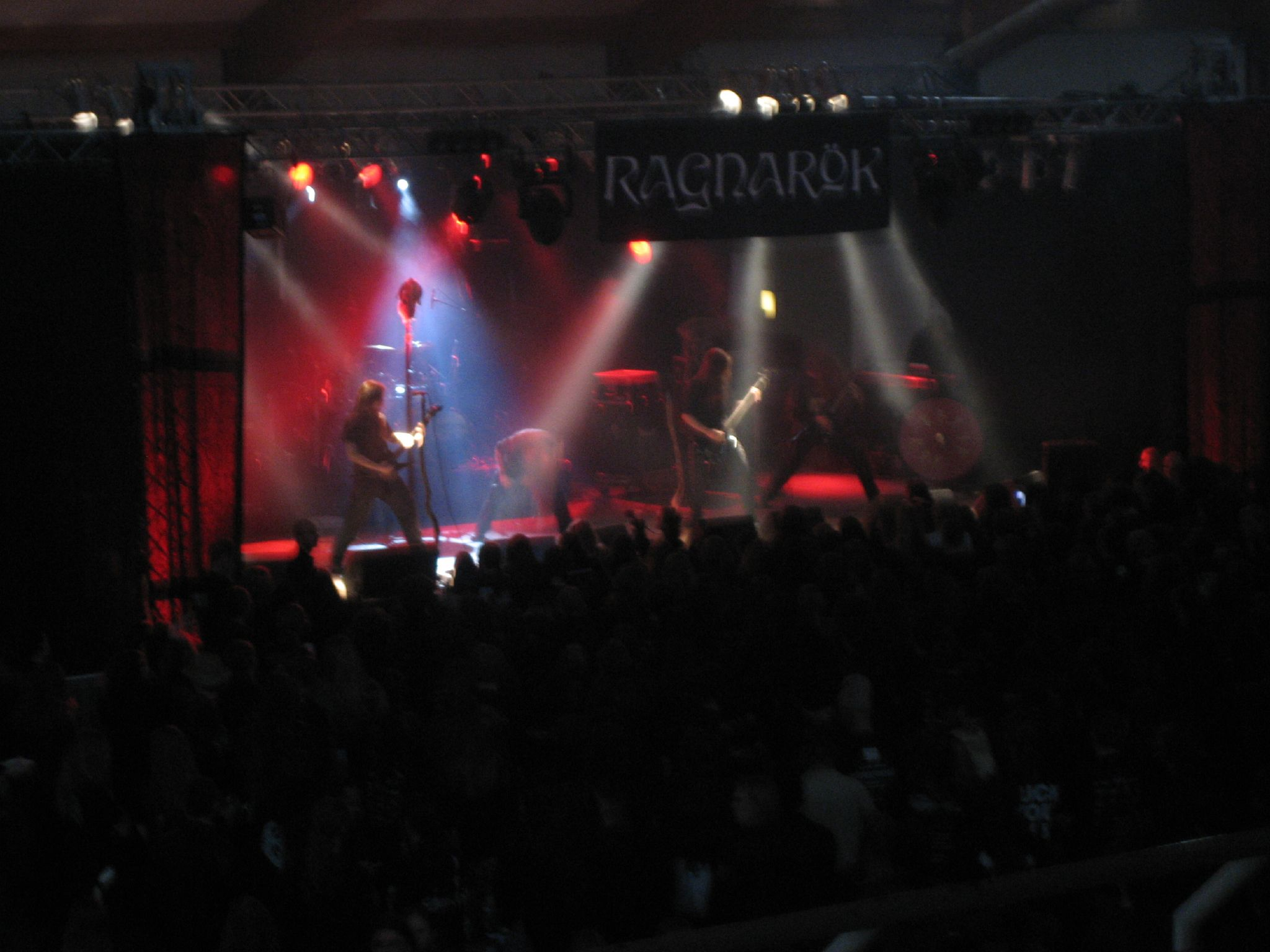
Kromlek live
beim Ragnarök-Festival 2007

Anfang 2005 fand der erste größere Auftritt der Band auf dem Newcomer Festival in Schweinfurt statt. Da kurz zuvor Bassist Rico ausgestiegen war, spielten sie dort ohne Bassisten. Das Festival stellte gleichzeitig auch einen Bandwettbewerb dar, welchen Kromlek gewann. Ende des Jahres unterzeichnete Kromlek einen Vertrag mit Trollzorn Records und veröffentlichte kurz darauf die EP Kveldriður. Noch während der Aufnahmen verließ der Gitarrist Draugh die Band, wurde aber bald von Foradh ersetzt.
Im März 2007 wurde das erste Studioalbum Strange Rumours… Distant Tremors veröffentlicht. Zu dieser Zeit spielte bei Kromlek auch die Geigerin Aoife (vgl. Aoife) mit, die nach einigen Konzerten jedoch wieder ausstieg. T'Bog, der bei beiden Veröffentlichungen Recording, Mix und Mastern übernommen hatte, wurde im Frühjahr 2007 fester Bassist. Im Sommer 2008 verließ Sänger Mr. Alphavarg auf Grund unterschiedlicher künstlerischen Vorstellungen die Band. Im April 2009 kehrte er jedoch zurück. Auf Grund des Studiums verließ auch Schlagzeuger Christoph im Mai 2009 die Band; er wurde durch den 17-jährigen Julian ersetzt.
Im April 2011 erschien das zweite Studioalbum Finis Terrae. Auf diesem wird von noch mehr Sprachen Gebrauch gemacht, z. B. Arabisch und Sanskrit. Im Dezember 2011 verließ Mr. Alphavarg die Band zum zweiten Mal. Am 29. März 2012 erklärte die Band schließlich ihre endgültige Auflösung. Als Grund wurden unterschiedliche Meinungen innerhalb der Band und der Wunsch nach anderen musikalischen Stilen genannt. Drei der Musiker haben sich im Jahr 2020 zusammengefunden, um mit Antrisch wieder Musik zu machen. 2023 kam es zur Wiedervereinigung.

## Stil

### Musik
In der Musik finden sich Anteile aus nordischer Folklore, finnischem Humppa (ähnlich Finntroll), aber auch ungewöhnlicheren Musikstilen wie arabischen Melodien. Aufgrund des epischen Aspektes wird der Stil Kromleks teilweise auch als „Epic Pagan/Viking Metal“ bezeichnet. Seit 2009 bezeichnen Kromlek ihren Stil selbst als "Urban Pagan Metal".

### Texte
Die Texte, die in Deutsch, Englisch und Schwedisch verfasst sind, befassen sich mit nordischer Mythologie, philosophischen Themen und auch humorvollen Geschichten aus dem Reich der Trolle. Auf dem zweiten Album wurde das Sprachspektrum erweitert, so finden sich dort auch Textpassagen auf Arabisch, Sanskrit, Latein, Altnordisch und anderen Sprachen. Auch inhaltlich ist man weiter gegangen: Das Album behandelt das Ende der Welt (lat. "Finis Terrae").

### Auftreten
Das Auftreten und die Bühnenshow Kromleks haben sich mehrmals geändert. Anfangs traten sie in "Wikinger-Gewandungen" auf. Der Sänger Mr. Alphavarg trug bei manchen Auftritten einen Helm, der sein Gesicht fast vollständig verdeckte. Im Herbst 2007 wollten Kromlek sich mehr vom gewöhnlichen Viking-/Pagan Metal-Auftreten abgrenzen. Auf der Bühne trugen sie Anzüge, hatten aber Kriegsbemalung im Gesicht. Beim Ragnarök-Festival 2007 trat Kromlek einheitlich in Schwarz mit T-Shirts auf, auf welchen ein Adler den "Christus-Fisch" zwischen den Klauen hält. Das Auftreten auf der Bühne änderte sich mit dem Wiedereinstiegs Mr. Alphavargs April 2009 erneut. Die Mitglieder trugen alle schwarze Kleidung, Mr. Alphavarg kam mit einer Handsichel auf die Bühne und trug ein zerrissenes T-Shirt, auf welchem vorne eine Jera-Rune und auf der Rückseite die Aufschrift "Pagan Outlaw" (gesetzloser Heide) zu sehen war.

## Bandname
Der Name Kromlek leitet sich von den Megalithenformationen Cromlech ab bzw. stellt eine andere Schreibweise des Wortes dar. Sänger Mr. Alphavarg begründete die Wahl dieses Namens gegenüber dem Legacy Magazin wie folgt:

„Für mich und meine paganistische Lebens- und Weltanschauung steckt dahinter natürlich mehr, da jene Bollwerke tiefer Spiritualität nach wie vor jene uralten, kosmischen Energien bergen. Sie sind Tore zur Anderswelt.“

## Diskografie
- 2005: Kveldriður (EP, CD, Trollzorn Records)
- 2007: Strange Rumours… Distant Tremors (Album, CD, Trollzorn Records)
- 2011: Finis Terrae (Album, CD, Trollzorn Records)
- 2024: III-III (Album, 2xCD, Trollzorn Records)